# أنطونيو لويس كوستا
أنطونيو لويس كوستا (بالبرتغالية: António Luís Costa)(من مواليد 1953)، هو جندي متقاعد من الحرس الوطني الجمهوري في البرتغال وقاتل متسلسل من مدينة سانتا كومبا داؤو. أُدين في عام 2007 بقتل ثلاث شابات بين مايو 2005 ومايو 2006، ويقضي حاليًا عقوبة سجنه في سجن إيفورا. وقد حظيت قضيته بتغطية إعلامية واسعة في البرتغال، وتصدرت الصفحات الأولى في بعض الصحف.

## الضحايا
كانت الضحية الأولى لأنطونيو كوستا هي إيزابيل كريستينا إيسيدورو، التي فُقدت في 24 مايو 2005، وتم العثور على جثتها في البحر بتاريخ 31 مايو من نفس العام. أما الضحية الثانية، ماريانا لورينسو، فقد فُقدت في 14 أكتوبر 2005، وعُثر على جثتها المشوهة في يونيو 2006. أما الضحية الثالثة والأخيرة فكانت جوانا أوليفيرا، التي اختفت في 8 مايو 2006، وتم العثور على جثتها تحت جسر بناءً على إرشادات قدمها كوستا.
وبحسب أقوال كوستا، فقد أقام علاقة جنسية بالتراضي مع الضحية الأولى، وطلب قبلة من الضحيتين الثانية والثالثة، وعندما هددنه بإبلاغ الآخرين، قام بخنقهن.